# РК Смедерево
РК Смедерево је cрпcки рукометни клуб из Смедерева. Тренутно се такмичи у Супер Б Лиги Исток-Запад, заузима 3. место на табели.

## Историја
Клуб је основан 1958. године као ОРК „Будућност“. 5. августа 1964. извршена је фузија ОРК „Будућност“ и РК „Фаграм“, а нови клуб је добио име РК „Смедерево“.
У сезони 1966/67. Смедерево заузима друго место у Београдској зони, а преко квалификација одлазе у виши ранг, Међузонску лигу. Металуршки комбинат 1971. оснива РК „Меткос“, који ће се 1976. фузионисати са РК „Смедеревом“ у РК „МКС-Смедерево“.
РК МКС-Смедерево се у сезони 1991/92. пласирао у Другу савезну лигу-група центар, где се задржао само једну сезону. МКС-Смедерево у сезони 1993/94. мења име у РК „Сартид“. 
У сезони 2004/05. клуб мења име у РК Смедерево, тада се такмичио у Другој савезној лиги - центар. У Суперлиги игра од сезоне 2009/10., након што је у сезони 2008/09. заузео 2. место у Првој лиги Србије. У првој сезони у Суперлиги заузима 12. место, док у сезони 2010/11. сезону завршава на 14. месту, једној позицији изнад зоне испадања и остаје у Суперлиги. Због смањења броја клубова у Суперлиги са 16 на 14 клубова, у сезони 2011/12. је уместо 2 у нижи ранг испало 4 клуба, а Смедерево је поразом у последњем колу од Напретка сезону завршило на 14. месту и тако након три сезоне испало у нижи ранг.

## Селекције
У овом тренутку РК Смедерево окупља следеће селекције:
| Екипа                       | Лига                                    |
| --------------------------- | --------------------------------------- |
| Сениорска екипа             | Супер Б лига, група „Центар - Север“    |
| Дргуга екипа 2002/2003 год. | Друга лига, група „Центар“              |
| Генерација 2005/2006 год.   | Лига млађих категорија Централне Србије |
| Генерација 2007/2008 год.   | Лига млађих категорија Централне Србије |

Клуб тренутно окупља око 130 талентованих младих нада у наведеним категоријама.
Осим што се интензивно такмиче на домаћем терену, клуб редовно организује путовања на престижне турнире у суседним земљама, укључујући Босну, Хрватску и Словенију, а такође разматра и планира узбудљива путовања до далеких дестинација као што су Шведска, Португал и Француска (у припреми). На последњем излету на престижни турнир у Португалу, дечаци из генерација 2002/2003 и 2005/2006, под вођством тренера Мартића и Пантовића, постигли су изванредне успехе освајањем трећих места у својим категоријама. Важно је напоменути да се на овом турниру такмичилo преко 300 других екипа.
У сезони 2022/2023, први тим РК Смедерева је постигао изузетан успех, заузимајући друго место на табели у своjoj лиги, познатој као "Супер Б лига".

## Статистика
У периоду од 23. септембра 2007. године, када је РК Смедерево заузимало 4. место на табели Прве лиге са 30 одиграних утакмица од којих су победили 20 утакмица, па до 13. октобра 2023. године, ова екипа је одиграла укупно 381 утакмицу, од чега је победила 175 пута, 37 су завршиле нерешеним резултатом, а 169 пута су се завршиле поразом.